# Prix national du portrait Doug-Moran

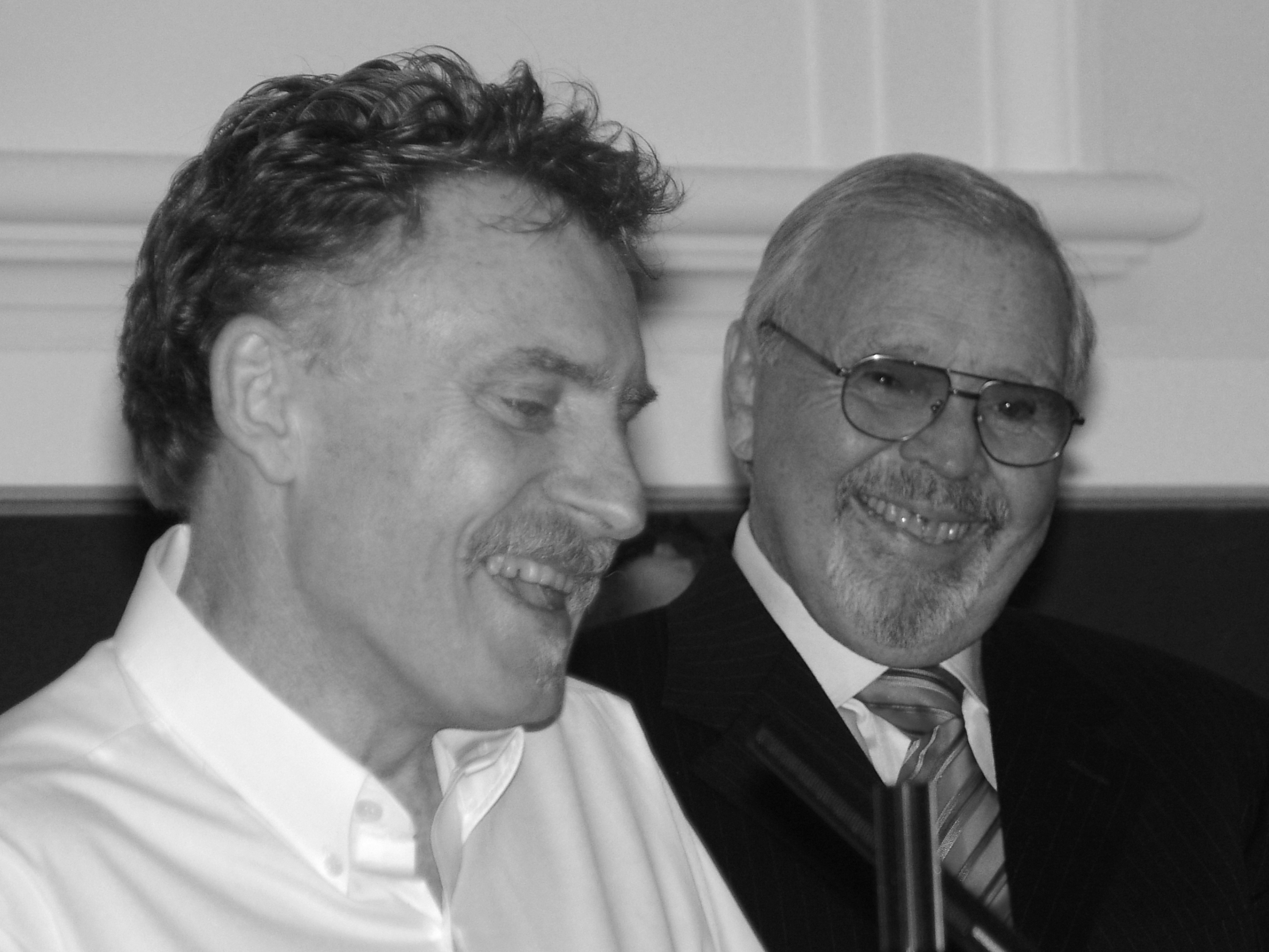
Peter Wegner (à gauche) acceptant le prix en 2006. À droite : Doug Moran

Le prix national du portrait Doug-Moran (en anglais : Doug Moran National Portrait Prize) est un prix artistique australien créé par Doug Moran en 1988. Chaque année, le gagnant remporte un prix de 150 000 dollars australiens.
Le but de ce prix est de promouvoir le portrait en Australie. Les participants doivent être australiens ou résider dans le pays depuis au moins un an.